# STILL20 YOUR RADIO 802
『STILL20 YOUR RADIO 802』（スティルトゥエンティー ユアレディオ エイトオーツー）は、2009年にFM802で放送されたラジオ番組である。
2014年・2019年・2024年に放送された『YOUR RADIO 802』についても詳述する。

## 概要
FM802がアニバーサリイヤーに送る期間限定特別番組である。2009年に開局20周年を記念して放送され、その後5年ごとに放送されている。
過去にFM802でDJを担当、またはイベント、キャンペーンに参加したことのあるアーティストが、1〜2週ごとに交代でDJを担当する。

## 『STILL20 YOUR RADIO 802』（2009年版）
FM802での思い出を語りつつ、リクエストも受け付ける。アーティストDJが、21時台には洋楽の、22時台には邦楽のおすすめナンバーをOAするコーナーがあった。

### 放送時間
毎週金曜日 21:00 - 23:00
この番組の放送に伴う変則改編になり、秋改編を行った2008年10月から12月までの間は「802.DJ INDEX」が放送された。DJは飯室大吾、アシスタントは鬼頭由芽。携帯音楽サイト「802.DJ」との連動番組だった。

## 2014年版
開局20周年の第1弾放送から5年が経ち、25th ANNIVERSARYとして2014年に放送された。また、放送時間は1時間に短縮された。

### 放送時間
毎週金曜日 21:00- 22:00
この時間帯は『BEEEEP RADIO!』（21:00 - 23:44）を放送していたが、期間中は22:00 - 23:44に短縮して放送していた。

### DJ
| 担当日   | 名前                                        | かつての担当番組             |
| -------- | ------------------------------------------- | ---------------------------- |
| 1/3      | サンフジンズ （奥田民生、岸田繁、伊藤大地） | 【岸田】MUSIC FREAKS         |
| 1/10・17 | 槇原敬之                                    | FUNKY STUDIO 802 MUSIC GUMBO |
| 1/24・31 | SEKAI NO OWARI                              |                              |
| 2/7・14  | 川上洋平（［Champagne］）                   | MUSIC FREAKS                 |
| 2/21・28 | 吉井和哉（THE YELLOW MONKEY）               |                              |
| 3/7・14  | BUMP OF CHICKEN                             |                              |
| 3/21・28 | アンジェラ・アキ                            |                              |

## 2019年版
開局25周年の第2弾放送から5年が経ち、「30PARTY」のサブタイトルが付き2019年に放送された。放送時間は引き続き1時間。

### 放送時間
毎週土曜日 21:00 - 22:00

### DJ
| 担当日   | 名前                            | かつての担当番組  |
| -------- | ------------------------------- | ----------------- |
| 1/5・12  | 岡野昭仁（ポルノグラフィティ）  | LIVE IT UP        |
| 1/19・26 | 山中卓也（THE ORAL CIGARETTES） | ORAL ON THE RADIO |
| 2/2・9   | スキマスイッチ                  |                   |
| 2/16・23 | 川上洋平（［Alexandros］）      | MUSIC FREAKS      |

## 2024年版
開局30周年の第3弾放送から5年が経ち、35th ANNIVERSARY "BE FUNKY" SPECIAL PROGRAMとして2024年1月5日から2025年3月28日まで放送された。また、radikoでは、2024年2月14日に導入された新機能「ポッドキャスト」を利用した放送終了後のアフタートークを各担当最終週放送後に限定配信された。

### 放送時間
毎週金曜日 17:00 - 18:00
この時間帯は『FRIDAY Cruisin' Map!!』（12:00 - 18:00）を放送しているが、期間中は12:00 - 17:00に短縮して放送していた。

### ゲスト
☆はコメントでの出演
| 放送日 | 名前                 | かつての担当番組 |
| ------ | -------------------- | ---------------- |
| 1/12   | 塩塚モエカ（羊文学） | MUSIC FREAKS     |
| 3/1    | Furui Riho           |                  |
| 3/8    | KREVA ☆              | MUSIC FREAKS     |
| 6/7    | Superfly ☆           | MUSIC FREAKS     |
| 6/14   | 三浦大知 ☆           | MUSIC FREAKS     |
| 6/21   | milet ☆              | MUSIC FREAKS     |
| 8/23   | n-buna（ヨルシカ）   |                  |
| 11/22  | TOMOO ☆              |                  |
| 11/29  | 片岡健太（sumika） ☆ | MUSIC FREAKS     |